# Burbáguena
Burbáguena település Spanyolországban, Teruel tartományban. Burbáguena Báguena, Ferreruela de Huerva, Calamocha, Tornos és Castejón de Tornos községekkel határos. Lakosainak száma 352 fő (2024).

## Népesség
A település népessége az utóbbi években az alábbiak szerint változott:
| Lakosok száma | 329  | 318  | 298  | 310  | 292  | 281  | 254  | 249  | 278  | 352  |
|               | 2001 | 2004 | 2007 | 2009 | 2012 | 2014 | 2017 | 2019 | 2022 | 2024 |